# 南葛シューターズ
南葛シューターズ（なんかつシューターズ）は、2005年6月24日に結成された芸能人女子フットサルチームの1つである。
当初は週刊ヤングジャンプの誌上オーディション「制コレ」のオーディションメンバーが母体となって結成され、チーム名も「YJシューターズ（ヤンジャンシューターズ）」としていた。芸能人女子フットサルリーグ「スフィアリーグ」の創設時から参加。その後、参加メンバーを週刊ヤングジャンプのグラビアに登場するアイドルにまで広げた。
チーム名の「南葛」は、監督を務める高橋陽一の作品、キャプテン翼の主人公・大空翼が在籍した南葛SCに由来する。また高橋が卒業した東京都立南葛飾高等学校にもちなんでいる。入場時のBGMもアニメ「キャプテン翼」の主題歌「燃えてヒーロー」を使用。チームユニフォームは黄色。フロムワン所属。DVD『謎の新ユニットSTA☆MENアワー エガヲ』では南葛高校フットサル部として出演・対戦した。
2013年現在も活動中で、東京都女子フットサルエントランスリーグ所属。
2018年9月、『魔法のダイエットpresents芸能人女子フットサルリーグ2018-19』として芸能人女子フットサルリーグが再開。リーグ参加する。

## チーム史
- 2005年6月 YJシューターズとして創設。同年8月、「すかいらーくグループ 冒険王リーグ」にて初の公式戦参加。
- 2005年11月 南葛YJシューターズにチーム名変更。同年12月、「スフィアリーグ」に参加。
- 2007年2月 南葛シューターズにチーム名変更。

## メンバー
2012年1月1日現在
- 監督 - 高橋陽一

背番号1　野崎亜里沙（ゴレイロ）
背番号2　吉川綾乃（キャプテン）
背番号3　阪本麻美
背番号4　吉川春菜
背番号5　松原渓
背番号6　渡部智絵（わたなべ ちえ）
1981年6月16日生まれ。東京都出身。愛称「ちえばー」。身長154cm、スリーサイズはB81・W56・H82。
ポジションは主にアラ(MF)であるが、ゴレイロ(GK)不在時にはゴレイロもこなす。
背番号7　横山可奈子
背番号8　森辺彩
背番号10　KONAN（SDN48）
背番号11　倉科美加（2011年12月23日 - ）
背番号12　南結衣（2007年9月11日 - )
背番号14　長谷川ゆう（2011年12月23日 - ）
背番号21　藤本つかさ（ゴレイロ、2007年4月29日 - ）

### 退団
- Motoka
- 大櫛エリカ
- 松本さゆき
- 太田千晶
- 高橋幸子
- 松原静香
- 高木加織
- 森絵梨佳
- 平田薫
- 石井めぐる
- 近野成美
- 石坂ちなみ
- 金井アヤ
- 井上ゆりな
- かとうはなえ
- 福愛美
- れいか（2007年4月29日 - 2008年12月27日）

## 戦績
2005年
- 7月 「すかいらーくグループCUP」：4位
- 10月 「第2回すかいらーくグループCUP」：7位
- 12月 「SPHERE LEAGUE すかいらーくグループシリーズ1stステージ」：リザーブグループ 1位

2006年
- 2月 「SPHERE LEAGUE すかいらーくグループシリーズ2ndステージ」：7位
- 4月 「SPHERE LEAGUE すかいらーくグループシリーズ3rdステージ」：リザーブグループ 3位
- 5月 「SPHERE LEAGUE すかいらーくグループシリーズ4thステージ」：リザーブグループ 1位
- 7月 「スフィアリーグ　第1回グッドウィルカップ」：ベスト4
- 8月 「すかいらーくグループリーグ in お台場冒険王“真夏の女王”決定戦」：3位
- 10月 「SPHERE LEAGUE すかいらーくグループシリーズ5thステージ」：ベスト6
- 11月 「SPHERE LEAGUE すかいらーくグループシリーズFINAL」：7位

2007年
- 8月 「SPHERE LEAGUE すかいらーくグループCUP in ザ・冒険王2007」：ベスト8
- 12月 「メルシートゥフェスタ2007X’mas PARTY2」：準優勝

2008年
- 3月　「2008メルシートゥフェスタ開幕戦」：予選敗退
- 6月　「2008メルシートゥフェスタ2ndステージ」：準優勝
- 8月　「冒険王Final」：ベスト8
- 9月　「2008メルシートゥフェスタ3rdステージ」：予選敗退
- 12月　「2008メルシートゥフェスタFinalステージ」：優勝

2009年
- 3月　「2009メルシートゥフェスタ in MARCH」：予選敗退
- 5月　「2009メルシートゥフェスタ in MAY」：優勝
- 7月　「2009メルシートゥフェスタ in July」：初戦敗退

2013年
- 11月 「第5回東京都女子フットサルエントランスリーグ」：11位